# 大根兰
大根兰（学名：Cymbidium macrorhizon）为兰科兰属下的一个种，腐生。

## 扩展阅读
- 維基物種上的相關：大根兰